# Kainoúryion (ort i Grekland, Grekiska fastlandet)
Kainoúryion (Kainourgio) är en ort i Grekland.   Den ligger i prefekturen Fthiotis och regionen Grekiska fastlandet, i den centrala delen av landet, 120 km nordväst om huvudstaden Aten. Kainoúryion ligger 31 meter över havet och antalet invånare är 1 138.
Terrängen runt Kainoúryion är kuperad söderut, men åt nordväst är den platt. Havet är nära Kainoúryion åt nordost. Runt Kainoúryion är det ganska glesbefolkat, med 42 invånare per kvadratkilometer. Närmaste större samhälle är Stylída, 16,6 km nordväst om Kainoúryion. 